# Silbersteg

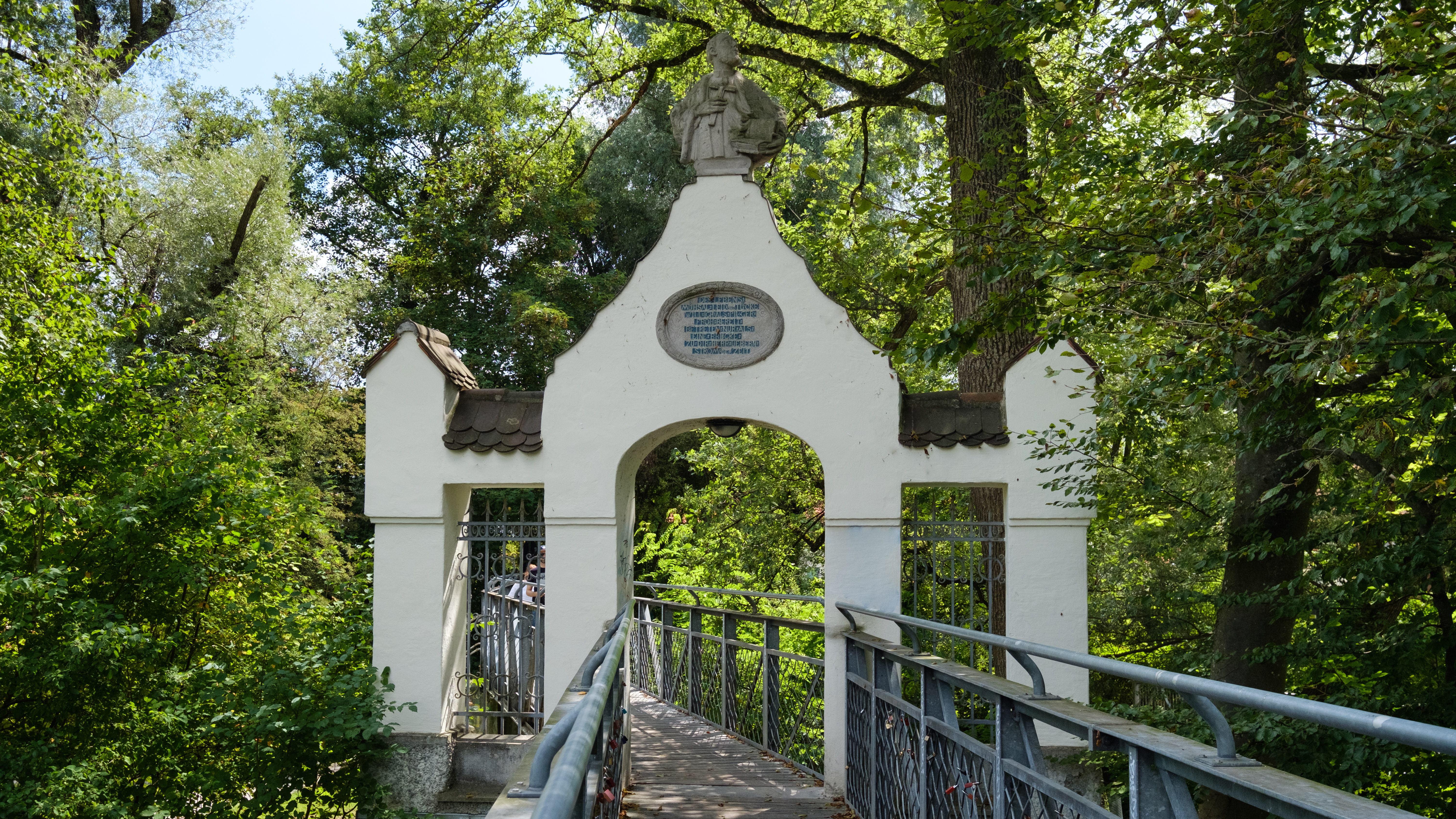
Silbersteg in Fürstenfeldbruck

Der Silbersteg ist ein vom Mühlenbesitzer Anton Aumiller erbautes Brückenbauwerk in der Großen Kreisstadt Fürstenfeldbruck. Es führt von dessen ehemaligem Mühlengelände (Aumühle) über die Amper zur Schöngeisinger Straße. Mit dem Erwerb des Mühlengeländes durch die damalige Marktgemeinde Fürstenfeldbruck ging die Brücke ebenfalls in städtischen Besitz über. Ihren Namen verdankt die Brücke dem silberfarbenen Anstrich. Ebenfalls zum Areal gehört die sogenannte "Kneipp-Insel", wo sich ein kaum noch genutztes Kneipp-Becken befindet. Am Nordende befindet sich ein neubarocker Torbogen.
Anton Aumiller ist in Fürstenfeldbruck ebenfalls ein Denkmal gewidmet.